# Tommaso Corazza
Tommaso Corazza, né le 29 juin 2004 à Bologne en Italie, est un footballeur italien, qui évolue au poste d'arrière gauche à l'US Salernitana en prêt de Bologne FC.

## Biographie

### En club
Né à Bologne en Italie, Tommaso Corazza est formé par le club local du Bologne FC, qu'il rejoint en 2009.
Il joue son premier match en professionnel avec Bologne le 11 août 2023, lors d'une rencontre de coupe d'Italie face à Cesena. Titularisé, il se fait remarquer en marquant également son premier but après deux minutes de jeu, et contribue à la victoire de son équipe par deux buts à zéro,.
Le 11 décembre 2024, il fait sa première apparition en Ligue des champions, à l'occasion d'un match de groupe face au Benfica Lisbonne. Il entre en jeu et les deux équipes se neutralisent (0-0 score final).

### En sélection
Tommaso Corazza joue un match avec l'équipe d'Italie des moins de 20 ans, le 11 septembre 2023 contre la Tchéquie.